# Salt and Pepper
Salt & Pepper is een film uit 1968 met in de hoofdrollen Sammy Davis jr. en Peter Lawford, geregisseerd door Richard Donner. De film kreeg een vervolg, genaamd One More Time.

## Rolverdeling
| Acteur            | Personage               |
| ----------------- | ----------------------- |
| Sammy Davis jr.   | Charles Salt            |
| Peter Lawford     | Christopher Pepper      |
| Michael Bates     | Crabbe                  |
| Ilona Rodgers     | Marianne Renaud         |
| John Le Mesurier  | Woodstock               |
| Graham Stark      | Walters                 |
| Ernest Clark      | Balsom                  |
| Jeanne Roland     | Mai Ling                |
| Robert Dorning    | secretaresse            |
| Robertson Hare    | Dove                    |
| Geoffrey Lumsden  | buitenlandse secretaris |
| William Mervyn    | Eerste Minister         |
| Llewellyn Rees    | valse Eerste Minister   |
| Mark Singleton    | valse secretaris        |
| Michael Trubshawe | valse Lord              |
| Francesca Tu      | Tsai Chan               |
| Oliver MacGreevy  | Rack                    |
| Peter Hutchins    | Straw                   |
| Jeremy Lloyd      | Ponsonby                |
| Ivor Dean         | commissaris van politie |
| Beth Rogan        | Greta                   |
| Calvin Lockhart   | Jones                   |
| Nicholas Smith    | agent                   |